# Anbud
Ekonomiskt sett är ett anbud ett affärserbjudande från en part (till exempel ett företag) till en annan, med syftet att få/ge ett skriftligt underlag från leverantörer/köpare både prismässigt och innehållsmässigt. Ett anbud kallas också ofta för offert. Inom juridiken betecknar begreppet en särskild form av viljeförklaring som kan läggas till grund för en accept, och därmed ett avtal. Därför är anbud det ord som vanligast förekommer inom offentlig sektor, och då särskilt för svar på förfrågan i samband med offentlig upphandling. 
Termen "anbud", användes ofta när större upphandlingar skall ske och kan vara kopplat till ett speciell datum och klockslag i syfte att minska möjligheten att känslig information skall kunna läcka mellan t.ex. olika leverantörer. Anbudsöppning sker oftast med flera medarbetare som deltagare och protokollföres i separat dokumentation, för vidare rapportering till styrelse eller annan uppdragsgivare. Anbudsgivaren är då relativt mer försäkrade om att en upphandling har gått rätt till.
Termen "offert", användes ofta när det gäller mindre upphandlingar där uppdragsgivaren mer är intresserad av kunna jämföra olika priser på samma eller motsvarande vara i syfte att utföra upphandling till förmånligaste pris och där läckage av känslig information är mindre viktigt. Offertgivaren är då relativt mindre försäkrade om att en upphandling har gått rätt till. Kunden har så att säga egna möjligheter att hantera uppgifter enligt eget godtycke. 
Inom vissa områden används begreppen RFQ (Request For Quote eller Request For Quotation), FFU (Förfrågningsunderag) och offertförfrågan i betydelsen att inhämta skarpt anbud eller skarp offert..
Anbud- och offertförfrågan kan i vissa fall föregås av en RFI - Request for Information. dvs. upphandlingsfasens första steg för informationsinsamling om leverantörernas produkter, och därigenom få tillräckligt med information om produkten uppfyller målet. Denna information används för att formulera en RFQ.
En RFP - Request for Proposal är snarlik en RFI. En RFP är en specifik och väl formulerad förfrågan för en viss tjänst eller produkt mot leverantör, men som är mer öppet hållen än en RFQ. När leverantörer svarar på en RFP så är den i regel mycket innehållsrik på information som till exempel finansiell status, produktionsförmåga, företagsfakta m.m. 
Om upphandlingsprojektet bara vet precis vad det vill köpa så gör man RFQ direkt, utan att den föregås av RFI och/eller RFP..  
Skall flera leverantörer ställas mot varandra så brukar upphandlingsprojektet sätta samman ett dokument i punktform med alla de krav som man har för produkten eller tjänsten.
Detta dokument kallas för överensstämmelselista och här fyller leverantörskandidaterna i hur väl de uppfyller kraven. Detta sker i regel i förtroende och under sekretess. Därefter så sammanställs och utvärderas de olika kandidaternas svar av upphandlingsprojektet.